# Unexpected (Star Trek: Enterprise)
"Unexpected" es el quinto episodio de la serie de televisión Star Trek: Enterprise. Se emitió por UPN el 17 de octubre de 2001; fue escrito por Brannon Braga y Rick Berman, con la dirección de Mike Vejar.
En este episodio, Una nave que se alimenta del campo warp del Enterprise queda expuesta después de que la tripulación enciende el escape de plasma. El comandante Tucker visita la nave para ayudarlos a reparar su motor warp. Tras su regreso al Enterprise, se entera de que está embarazado.

## Trama
En Ingeniería, el comandante Tucker está tratando de resolver problemas que afectan a todo el barco con el suministro de energía y el soporte vital. La subcomandante T'Pol descubre una distorsión tras la Enterprise. Archer enciende el plasma, revelando una nave encubierta. Saluda a la nave y a un Xyrilliano, el Capitán Trena'l explica que han estado tocando el escape del Enterprise para recargar sus motores. Archer ofrece ayuda. Tucker estará de visita durante tres días y el Doctor Phlox le aplicará inyecciones para que su cuerpo pueda adaptarse al entorno alienígena.
Una vez a bordo, Tucker conoce a Ah'len, la ingeniero xyrilliana. Se vuelven cada vez más amigables mientras reparan el barco. Ah'len lo lleva a una holocubierta para mostrarle Thera, una ciudad de su mundo natal. Durante el recorrido, Ah'len participa en un juego aparentemente inocente que les permite compartir sus pensamientos y deseos. Cuando se completan las reparaciones y Tucker regresa, nota un extraño crecimiento en su muñeca. Visita a Phlox, quien le dice que está embarazado (aunque Phlox también afirma que no se ha extraído material genético del macho involucrado). Tucker menciona el juego telepático y Phlox dice que podría ser el medio de transferencia del feto alienígena. Más tarde, a medida que el embrión crece, Archer le pide a T'Pol que localice la nave Xyriliana.
Lo descubren escondido en la estela de plasma de un buque de guerra Klingon. Archer saluda al Capitán Vorok y les ayuda a detectar la nave Xyrilliana. Vorok está enojado y quiere destruir la nave, pero T'Pol le recuerda que Archer fue quien encontró a Klaang y salvó a Qo'noS de la guerra civil, y que el propio Canciller lo llamó "hermano" en el Alto Consejo Klingon. Tucker va a la nave Xyriliana y Ah'len nota que el embrión es lo suficientemente joven para ser trasplantado de forma segura. Ella se disculpa con él y le informa que no sabía que el embarazo fuera posible con otra especie. Vorok termina el encuentro después de asegurar la tecnología de holocubierta Xyriliana, pero advierte a Archer contra una reunión futura. Más tarde, T'Pol le informa a Tucker que el suyo fue "el primer caso registrado de un embarazo masculino humano".

## Producción
El miembro del personal André Bormanis explicó más tarde que la inclusión de un diseño de crucero de batalla Klingon similar al que se había utilizado anteriormente en la franquicia (en períodos de tiempo establecidos más adelante en la línea de tiempo) era para indicar la lenta evolución del diseño de la nave Klingon. Comparó esto con la velocidad de los cambios observados en los cohetes utilizados por la Agencia Espacial Rusa, y dijo que la filosofía de los klingon era que "si el diseño funciona, ¿por qué cambiarlo?".A Connor Trinneer le encantó el concepto del episodio: "¿Con qué frecuencia tienes la oportunidad como actor de abordar cosas como esta?".
Michael Westmore creó el efecto pezón utilizando gelatina, la misma que puedes comprar en el supermercado, ya que ofrecía mayor luminosidad que el látex o el caucho, y se parecía más a la piel humana.

## Recepción
"Unexpected" se emitió por primera vez en Estados Unidos por UPN el 17 de octubre de 2001. Según Nielsen Media Research, recibió una calificación de 5,2/8 entre los adultos. Tuvo una media de 8,2 millones de espectadores. 
Sunny Lee de Entertainment Weekly dijo que el episodio cómico "mezcló ingenio irreverente [...] con un poco de reflexión intergaláctica sobre la reproducción biológica", pero que se resolvió antes de que las cosas se volvieran demasiado sentimentales o serias.  Daryl H Miller de Los Angeles Times calificó "Unexpected" como "uno de los episodios más inteligentes de cualquier canal".  Julia Houston, de About.com, le dio al episodio una crítica positiva y escribió: "Divertido sin ser sentimental, una buena aventura con suficiente extravagancia para compensar la falta de peligro real. Es demasiado esponjoso para verlo todas las semanas, pero algunas veces una temporada nos mantendrá sonriendo".  Jason Bates de IGN lo calificó con cuatro de cinco. Le gustó el humor y dijo que tenía "algunos momentos realmente divertidos". También valoró que "los extraterrestres fueran extraterrestres para variar". A Bates le hubiera gustado que los personajes secundarios hubieran tenido algo que hacer en una trama secundaria y se sintió decepcionado por la actuación silenciosa de Blalock, pero encontró el episodio "un viaje divertido en general".  Keith DeCandido de Tor.com le dio tres sobre diez. 
En 2017, Screen Rant clasificó a los Xyrilianos, los extraterrestres que aparecen en este episodio, como el decimocuarto extraterrestre más extraño de Star Trek. Este episodio se destacó porque la extraterrestre Xyriliana embarazó a Trip y por mostrar un pezón en la pantalla, pero no de la forma que la audiencia podría esperar.
En 2011, Star Trek magazine calificó este episodio como uno de cinco y lo nombró el peor de la temporada, descartándolo como "demasiado tonto".  Empire eligió "Unexpected" como el peor episodio de la serie.  Star Trek: The Complete Manual publicado por SciFiNow lo catalogó como el peor episodio de la serie.  WhatCulture clasificó este episodio como el décimo peor episodio de la franquicia Star Trek.  Digital Fox clasificó este episodio como el tercer peor episodio de todo Star Trek hasta 2018.  SyFy incluyó este episodio en un grupo de episodios de la franquicia Star Trek que, en su opinión, no eran del agrado habitual, pero que "merecían una segunda oportunidad".  Michael Weyer, que escribe para CBR, incluyó este episodio en una lista de episodios de Star Trek que, según dijeron, eran "tan malos que deben ser vistos", y dijo que el tema de la historia "un hombre queda embarazada" rara vez funciona bien en cualquier medio. 

## Medios domésticos
Este episodio se lanzó como parte de la primera temporada de Enterprise, que se lanzó en alta definición en disco Blu-ray el 26 de marzo de 2013; tiene vídeo de 1080p y una pista de sonido DTS-HD Master Audio.